# Liczba metanowa
Liczba metanowa – liczba określająca odporność paliwa gazowego na spalanie stukowe. Im większa jest wartość liczby metanowej, tym większa jest odporność paliwa na spalanie stukowe, podobnie jak liczba oktanowa określa odporność na spalanie stukowe benzyny.
Liczba metanowa gazu do napędu pojazdów jest ustalana w sposób analogiczny do ustalania liczby oktanowej dla benzyn, do określenia skali przyjęto dwa skrajne punkty: liczbę metanową czystego metanu równą 100 i liczbę metanową wodoru równą 0. Wartość liczby metanowej odpowiada udziałowi objętościowemu metanu w mieszaninie metanu z wodorem np.: mieszanina 80% metanu i 20% wodoru ma liczbę metanową równą 80.
Wartość liczby metanowej paliw gazowych zależy od zawartości metanu i innych węglowodorów w gazie oraz od udziału gazów inertnych takich, jak CO2 i N2. Liczba metanowa obniża się wraz ze wzrostem zawartości węglowodorów innych niż metan, rośnie natomiast gdy udział  CO2 i N2 jest większy. 
Mała wartość liczby metanowej powoduje konieczność obniżania stopnia sprężania w silnikach w celu uniknięcia spalania stukowego (detonacyjnego).
Przykładowe wartości liczby metanowej dla paliw stosowanych do zasilania silników tłokowych:
- wodór – 0,0
- butan – 10,5
- propan – 35,0
- etan – 43,5
- tlenek węgla – 73,0
- gaz ziemny – 90,0
- metan (CH4) – 100,0
- gaz ziemny (ok. 89% CH4) – 72–98
- gaz ziemny (15% CO2) – 104,4
- gaz ziemny (20% CO2) – 111,5
- gaz ziemny (40% N2) – 105,5
- gaz ziemny (50% N2) – 117,0
- gaz z oczyszczalni ścieków (65% CH4 + 35% CO2) – 134,0
- gaz wysypiskowy (50% CH4 + 40% CO2 + 10% N2) – 136,0

Liczbę metanową można przeliczyć na liczbę oktanową, stosując odpowiedni algorytm.